# Hệ thống đại số máy tính
Một hệ thống đại số máy tính là một phần mềm máy tính thực hiện biến đổi các biểu thức toán học. Cốt lõi của hệ thống này là lưu trữ và biến đổi các biểu diễn toán học hoàn toàn trên dạng biểu tượng.

## Các loại biểu thức
Các loại biểu thức có thể được xử lý bởi hệ thống đại số máy tính là:
- đa thức nhiều biến
- hàm toán học tiêu chuẩn như hàm lượng giác, hàm mũ
- hàm toán học đặc biệt như hàm gamma, hàm Bessel
- vi phân, tích phân, tổng, tích của các biểu thức
- chuỗi
- ma trận
- hàm bất kỳ và các định nghĩa hồi quy

## Lịch sử
Các hệ thống đại số máy tính bắt đầu xuất hiện từ đầu thập kỷ 1970, và tiến hóa dần thành trí tuệ nhân tạo, mặc dù hai ngành này giờ đây có vẻ tách biệt. Hệ thống đầu tiên được ứng dụng rộng rãi là Reduce, Derive, và Macsyma, trong đó Reduce vẫn còn được bán. Một phiên bản copyleft của Macsyma là Maxima đã được phát triển và vẫn đang được bảo trì. Hai hệ thống có bản quyền chiếm lĩnh thị trường hiện nay là Maple và Mathematica; được dùng rộng rãi bởi các nhà toán học, kỹ sư và khoa học gia. MuPAD cũng là một hệ thống đại số thương mại, nhưng có phiên bản miễn phí cho mục đích phi lợi nhuận và giáo dục. Một số hệ thống khác tập trung hỗ trợ cho nghiên cứu chuyên ngành và thường miễn phí.

## Toán học dành cho xử lý biểu tượng
- Tích phân biểu tượng
- Hệ cơ sở Gröbner
- Phân số chung lớn nhất
- Phân tách đa thức

## Danh sách hệ thống đại số máy tính

### Mã nguồn mở
- Maxima
- Axiom
- Yacas

### Giữ bản quyền
- Mathematica
- Maple
- IngMath
- Mathcad

### Danh sách
- http://compalg.inf.elte.hu/compalg/coindex.html Lưu trữ ngày 1 tháng 9 năm 2005 tại Wayback Machine
- http://www-mri.math.kun.nl/systems_and_packages/systems_and_packages.html Lưu trữ ngày 10 tháng 10 năm 2004 tại Wayback Machine
- http://www.cs.kun.nl/~freek/digimath/ Lưu trữ ngày 10 tháng 10 năm 2004 tại Wayback Machine
- Open Directory Project: Math Software
- http://www.mat.univie.ac.at/~slc/divers/software.html
- http://www.lapcs.univ-lyon1.fr/~nthiery/CalculFormelLibre/ Lưu trữ ngày 14 tháng 10 năm 2005 tại Wayback Machine
- SAL list of computer algebra systems

### Trang chủ
- Algebrator
- Axiom
- Behavioural Calculus Lưu trữ ngày 16 tháng 5 năm 2013 tại Wayback Machine
- CoCoA
- DCAS
- Derive (North America)
- Derive (Europe)
- DoCon Lưu trữ ngày 18 tháng 2 năm 2006 tại Wayback Machine
- GAP
- GiNaC
- PARI-GP
- Maple
- Mathematica
- Mathomatic
- Maxima
- Mupad Lưu trữ ngày 15 tháng 9 năm 2008 tại Wayback Machine
- REDUCE
- Singular